# Reuven Yaron (Rechtshistoriker)
Reuven Yaron (hebräisch ראובן ירון; geboren 6. September 1924 in Wien als Richard Rosenkranz, hebräisch ריכארד רוזנקרנץ; gestorben 8. April 2014 in Jerusalem) war ein israelischer Rechtshistoriker.

Reuven Yaron

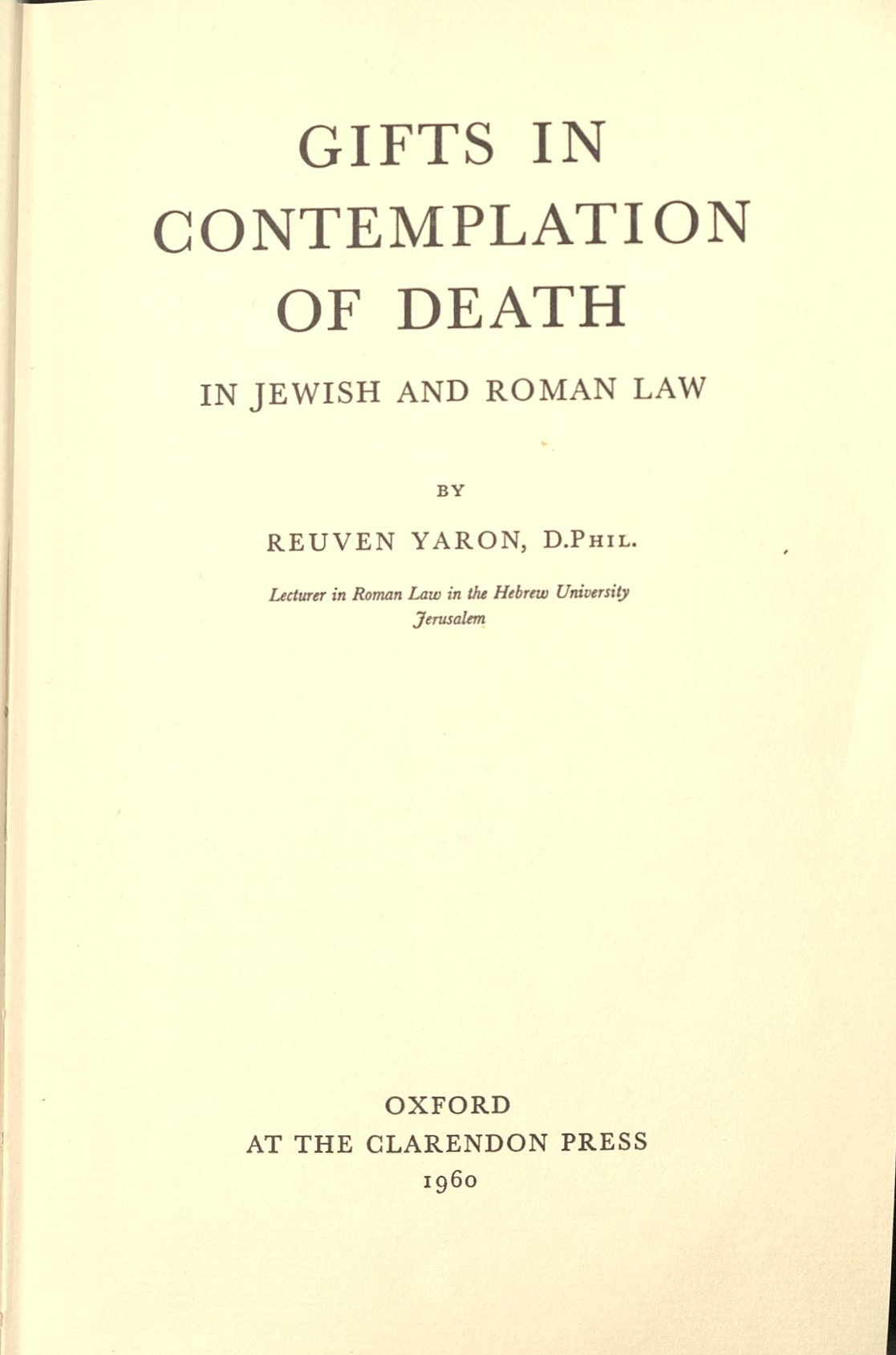
Gifts 1960

## Leben
Richard Rosenkranz war ein Sohn des Josef Mordechai Rosenkranz und der Fanny Weinberger. Er floh 1939 nach Palästina. Reuven Yaron, wie er sich nun nannte, studierte Rechtswissenschaft an der Hebräischen Universität Jerusalem und machte 1954 das Examen. Er heiratete 1953 Shoshana Cohen. Er setzte das rechtshistorische Studium an der University of Aberdeen fort und folgte seinem Doktorvater David Daube an die University of Oxford, wo er 1956 mit der Dissertation Gifts in Contemplation of Death in Jewish and Roman Law promoviert wurde. Er lehrte in Aberdeen und kehrte 1957 nach Jerusalem zurück, wo er als Lecturer und ab 1962 als Senior lecturer für antikes orientalisches Recht tätig wurde. Er forschte und lehrte ab 1968 bis zu seiner Emeritierung als Professor für Römisches Recht und orientalische und jüdische Rechtsgeschichte. Er fungierte von 1967 bis 1971 als Dekan. Seine Zeitschriftenaufsätze erschienen in englischsprachigen Fachzeitschriften und wurden als Sammelbände ins Hebräische übersetzt. 1994 wurde ihm eine Ausgabe des Israel Law Review gewidmet. 
Yaron war außerdem von 1973 bis 1978 Direktor der Jüdischen National- und Universitätsbibliothek Jerusalem und war danach noch Direktor Israel Broadcasting Authority. Er gehörte der konservativen Partei Likud an.

## Schriften (Auswahl)
- Gifts in contemplation of death in Jewish and Roman law. Oxford: Clarendon Press, 1960.
- Introduction to the law of the Aramaic papyri. Oxford: Clarendon Press, 1961.
- The laws of Eshnunna. Jerusalem: Magnes Press, 1969.
- Der abwesende Gatte in altbabylonischen Gesetzen, in: Richard Gamauf (Hrsg.): Festschrift für Herbert Hausmaninger zum 70. Geburtstag. Wien : Manz, 2006, S. 357–367.